# 2006年JR日豐本線出軌事故
JR日豐本線出軌事故，乃發生於2006年9月17日（星期日）日本當地時間13時50分，一列由別府站開往宮崎機場站的特急列車，受颱風珊珊吹襲影響，於日豐本線南延岡站內出軌並翻側的嚴重事故。

## 概要
肇事列車為九州旅客鐵道（JR九州）的485系電車，列車名稱為「日輪九號」，駕駛的司機是渡邊雅彥。該列車載有30人，全車五輛組成，事發時最頭兩輛出軌並翻側。根據宮崎縣警察提供，現場在南延岡站的北側道岔（香港俗稱為波口）附近，旁邊民房的玻璃窗也破碎了。南延岡站的男性車站工作人員（54歲）憶述「日輪九號進入車站前，看着龍捲風把垃圾捲起了」。

## 關連項目
- 九州旅客鐵道

## 出事時的車速
列車出事時、速度極低幾近停車狀態。

## 外部連結
- 讀賣新聞：列車啟動緊急制動時被陣風吹倒出軌 （日語）